# Майсенский фарфор

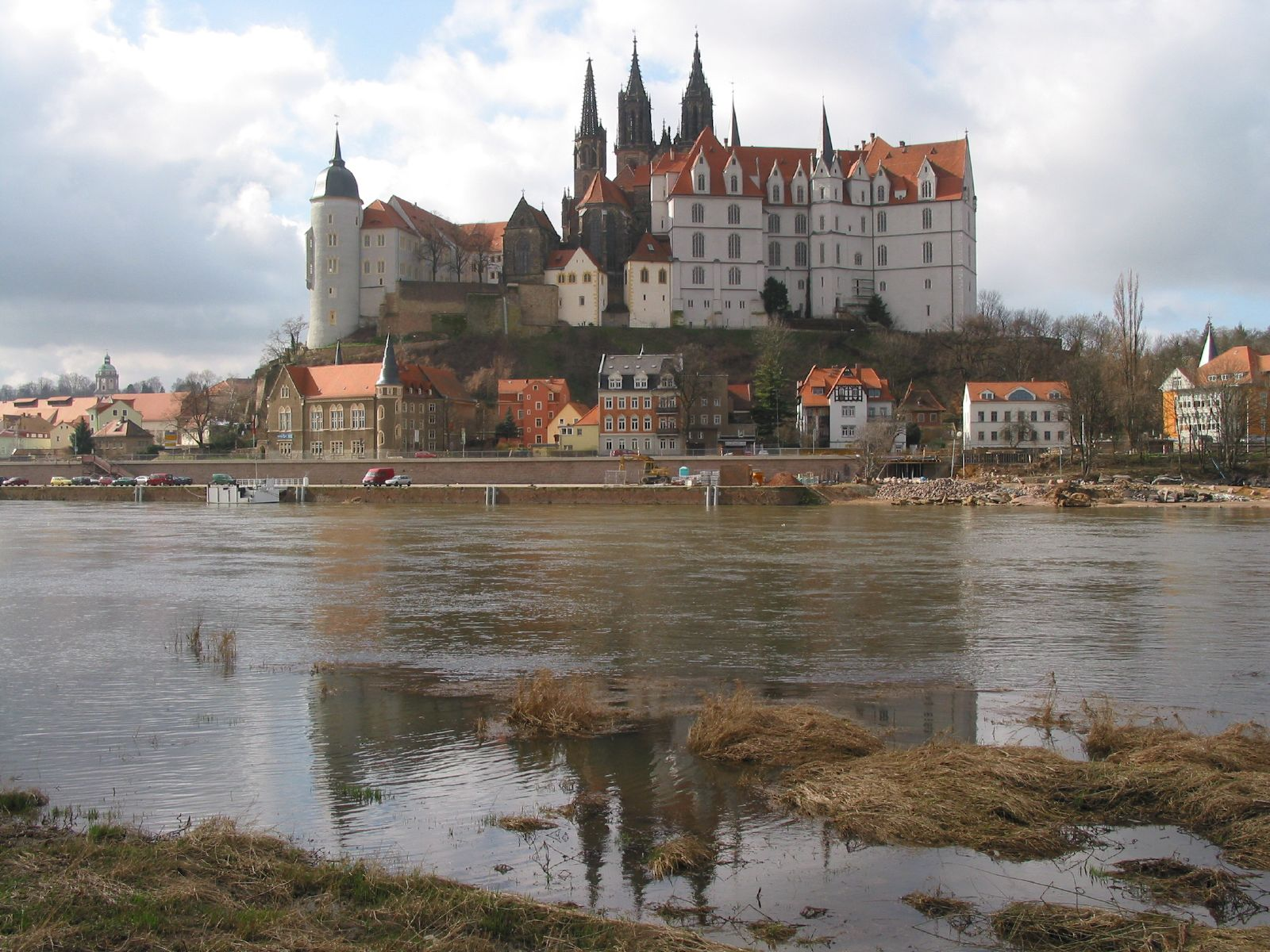
Замок Альбрехтсбург — место расположения первой фарфоровой мануфактуры (1710—1863)

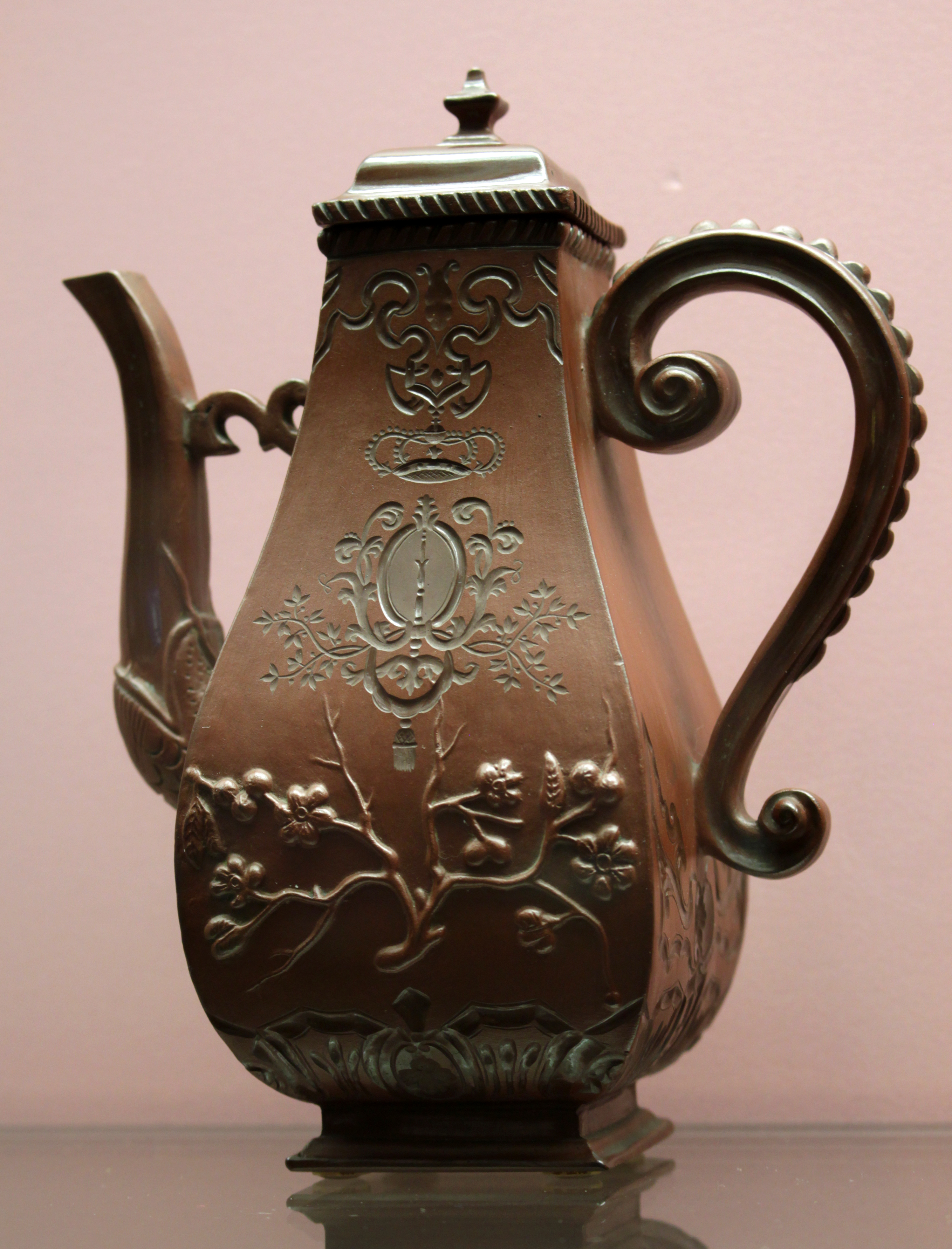
Кофейник из красной «каменной массы». Бёттгеровский период. 1710—1713

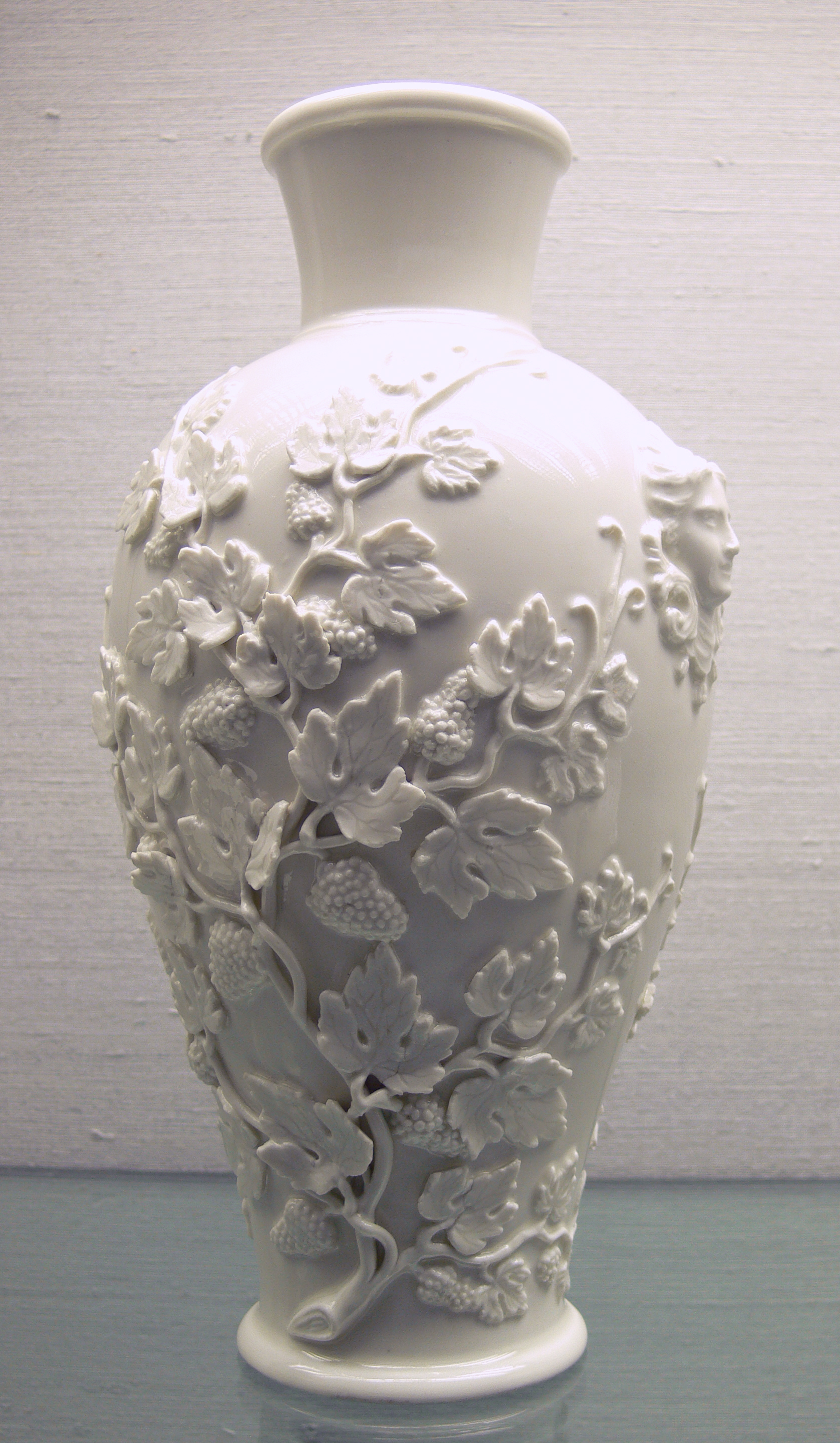
Ваза из белого фарфора. 1713—1720

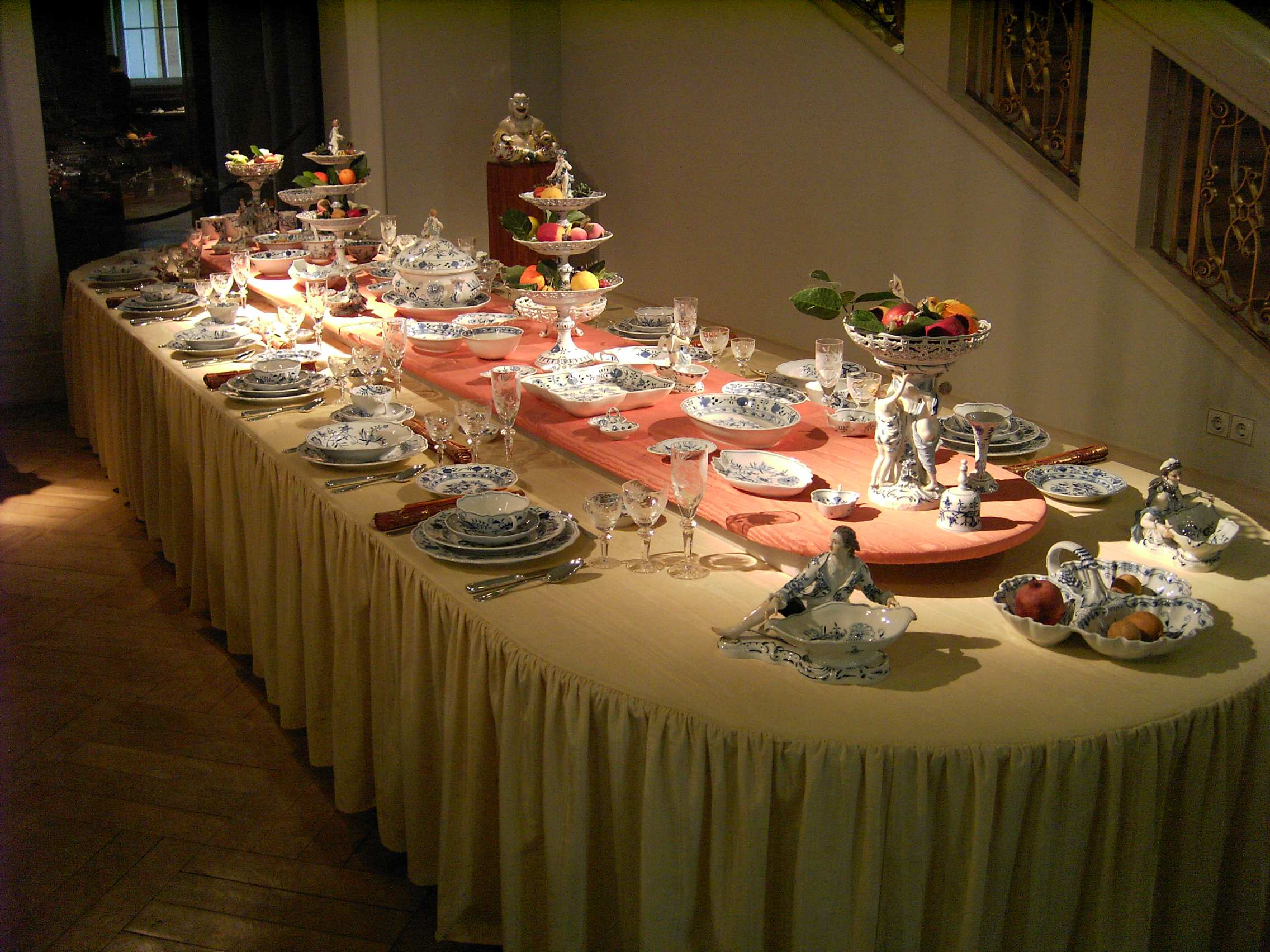
Майсенский фарфор. Сервировка стола

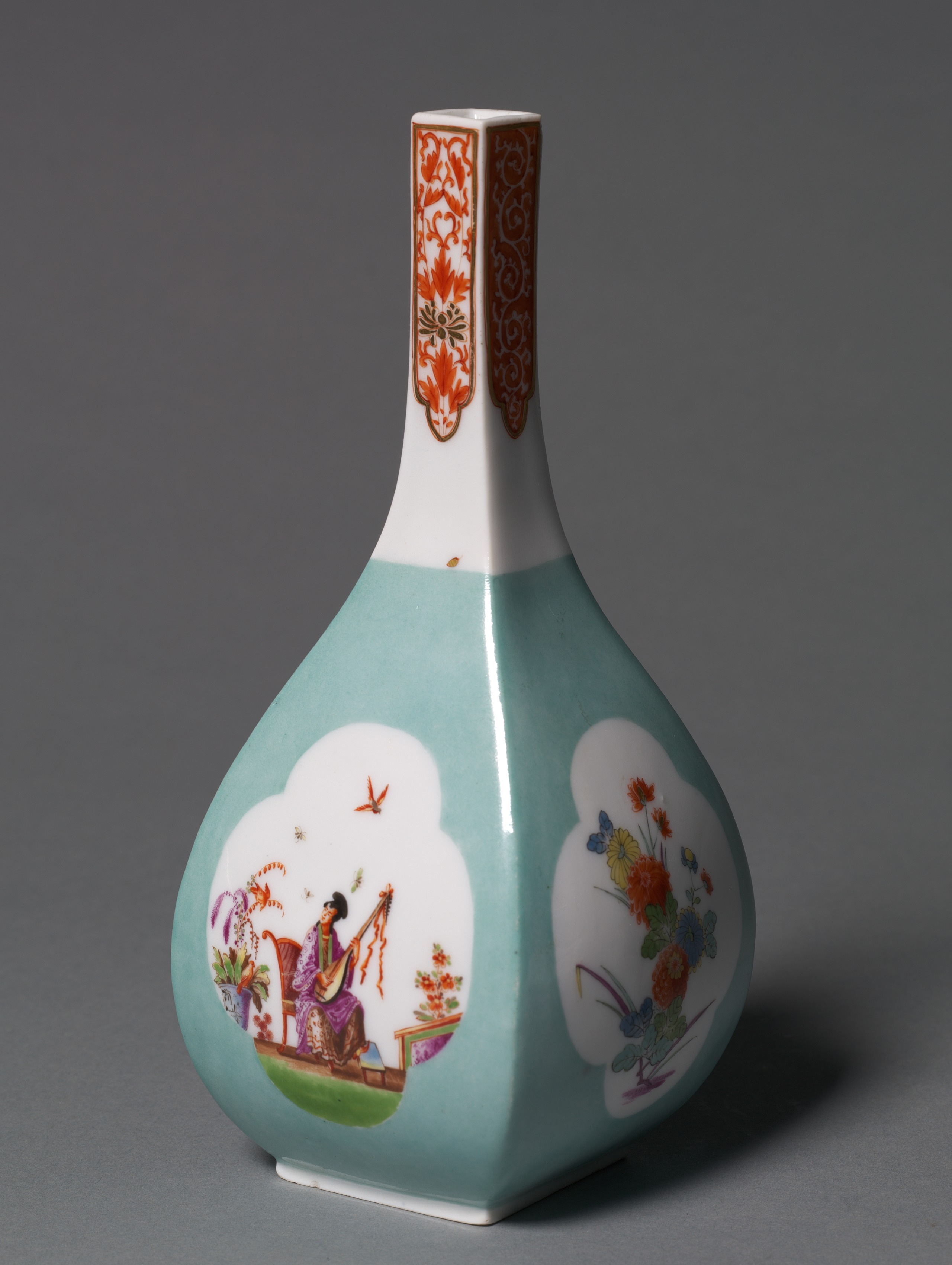
И. Г. Герольд. Бутыль для саке с росписью «в резервах» в подражание Китаю. 1725

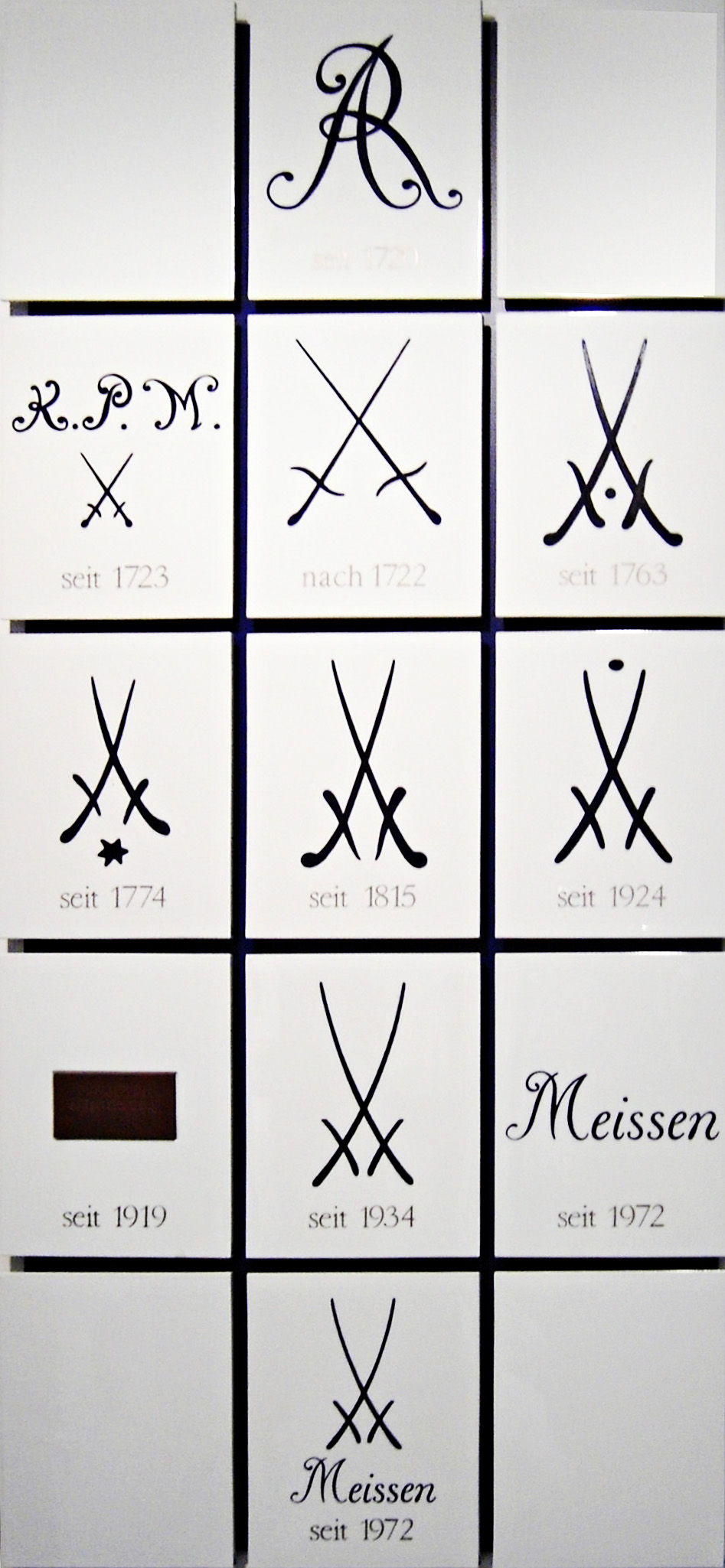
Марки Майсенской мануфактуры

Майсенский фарфор, устар. Мейсен (фарфор)  (нем. Meissener Porzellan) — продукция первой в Европе мануфактуры, долгое время бывшей ведущим предприятием, на котором изготавливали первый в Европе настоящий твёрдый фарфор. С момента основания в 1710 году и до 1863 года майсенский фарфор производили на фабрике Альбрехтсбург (Albrechtsburg), в резиденции саксонских курфюрстов близ города Майсен (Верхняя Саксония), затем на мануфактурной площадке в Майсен-Трибишталь, которая используется до настоящего времени. Знаменитая подглазурная марка майсенского фарфора — два скрещённых голубых меча из герба Саксонии.
Скрещённые мечи стали символом мануфактуры с 1731 года, когда весь фарфор из Майсена должен был иметь клеймо. Изображение мечей превалировало над клеймом «AR» («Augustus Rex») и «посохом Меркурия». Для выявления товаров не идеального качества на мечи надглазурно наносили поперечные штрихи. Первые маркировки такого типа можно найти на изделиях примерно с 1764 года.

## История мануфактуры
В 1918 году в ходе конституционного восстановления государственной собственности после Первой мировой войны предприятие получило название «Майсенской государственной фарфоровой мануфактуры» (Staatliche Porzellan-Manufaktur Meissen). В ГДР мануфактура была государственным предприятием. С 26 июня 1991 года она работает под названием «Staatliche Porzellan-Manufaktur Meissen GmbH», и принадлежит Свободному государству Саксония (федеральная земля, имеющая статус Свободного государства в составе Германии). «Ведущий мировой производитель фарфора является одним из самых известных и старейших немецких брендов класса люкс во всём мире».

### Основание мануфактуры
23 января 1710 года курфюрст саксонский и король польский Август II Сильный публично объявил об основании «Королевской польской и курфюршеской саксонской фарфоровой мануфактуры», которая после создания производственного предприятия в Альбрехтсбурге в Майсене приступила к работе 6 июня 1710 года. В 1806 году мануфактура стала собственностью саксонской казны как «Königlich-Sächsische Porzellan-Manufaktur Meissen» (Королевская саксонская фарфоровая мануфактура Майсен).

### Бёттгеровский период. 1708—1719
Немецкий алхимик и «златокузнец» (нем. Goldschmied) Иоганн Фридрих Бёттгер изучал химию в Берлине и весьма неосторожно утверждал, что готов найти философский камень, с помощью которого можно превращать неблагородные металлы в золото. Когда это было доведено до сведения саксонского курфюрста Августа в Дрездене, он в 1704 году заключил Бёттгера под стражу в крепость Кёнигштайн в Саксонской Швейцарии, но все опыты оказались безуспешными. На помощь пришёл граф Вальтер фон Чирнхаус, известный математик, физик, минералог и владелец стекольного завода, который осуществлял собственные работы по созданию искусственного мрамора и фарфора. Ценность изделий из белого полупрозрачного фарфора, привозимых из Китая, была в то время огромной, а секрет производства считался недоступным. Фон Чирнхаус сумел убедить курфюрста, что получить фарфор не менее выгодно, чем золото. Он провёл геологические исследования в Саксонии с целью найти подходящее сырьё. Оказалось, что к полевому шпату и кварцу следует добавить белую глину (вместо китайского каолина), залежи которой имелись близ Дрездена, и которой, как выяснилось, пудрили парики в Дрездене, Париже и далёком Санкт-Петербурге.
Уже в 1705 году фон Чирнхаусу и Бёттгеру удалось получить буро-красный (яшмовый) фарфор в подражание китайским изделиям «чен-лунг» — твёрдую непористую керамику («спёкшегося черепка»), звенящую при постукивании и выдерживающую высокие температуры. Такой фарфор можно было резать, шлифовать и полировать. Декор делали рельефным (отминали в форму) в подражание китайским фазам и чайникам. Со временем изделия такого типа получили название «бёттгеровские каменные» (нем. Böttger Steinzeug), позднее глино-каменные, или просто «каменные массы»: штайнгут.
Совместив состав массы и глазури, Бёттгер наконец раскрыл «китайский секрет». В лабораторном журнале Бёттгера за 15 января 1708 года отмечено, что после двенадцатичасового обжига получены «белые полупрозрачные неглазурованные пластины» — фарфоровый бисквит. После дополнительной проверки с участием комиссии, давшей положительное заключение об открытии, в январе 1710 года в пустующем в замке Альбрехтсбург была заложена первая европейская мануфактура твёрдого фарфора.
Бёттгер руководил мануфактурой до своей смерти в 1719 году (Бёттгер пытался установить тайные связи с Берлином, заговор раскрыли, алхимика бросили в тюрьму, где он скончался, не дождавшись приговора). Первые бёттгеровские изделия несовершенны — масса не такая белая и тонкая, как у китайского фарфора. Декор, — в основном рельефный или гравированный, — в подражание металлическим изделиям. Майсенский фарфор не сразу нашёл собственные художественные возможности. Со временем появилась роспись розово-фиолетовой краской на основе марганца, а также золотом и серебром «в китайском вкусе». Для такой росписи Бёттгер изготовил особенный «жемчужный люстр». Использовали также орнамент «берен» и гравюры нидерландских художников-орнаменталистов.

### Герольдовский, или живописный, период. 1723—1745
Следующий важный период в истории майсенской мануфактуры связан с деятельностью немецкого живописца, технолога и художника по фарфору Иоганна Грегора Герольда (Johann Gregor Herold, Johann Gregorius Höroldt; 1696—1775). Он прибыл в Майсен в 1720 году с венской фарфоровой фабрики дю Пакье, в 1723 году был назначен придворным художником Августа Сильного, хотя, очевидно, предполагалось, что большую часть своего времени он будет проводить за росписью фарфора. Герольду удалось изготовить из окислов металлов широкую палитру красок: красную, фиолетовую, жёлтую, зелёную, коричневую, голубую. Краски стали обжигать при более низкой температуре (после первого «утильного обжига» нерасписанного изделия), поэтому они не выгорали, а под слоем прозрачной глазури сияли как эмали. Герольд также применял изобретённые Бёттгером «жемчужный» (purplish) и «золотистый» (goldlüster) люстр, главным образом в прорисовке картушей и рокайльных обрамлений. Помимо позолоты и «росписи в резервах» («окошках» белого фона) мастера использовали рельефный и сетчатый (прорезной) декор, который китайцы называли «рисовым зерном». Использовали восточные мотивы: «цветы и птицы», шинуазри, а также «индианские цветы» (indianische Blumen) и «саксонские цветы», «немецкие цветы» (deutsche Blumen), «цветы в разброску» и «цвибель декор» (нем. Zwiebelmuster — луковичный образец, узор). Наиболее известным мастером был Адам-Фридрих фон Лёвенфинк (1714—1754), работавший на мануфактуре с 1726 года. Второй, герольдовский, период в деятельности мануфактуры получил название «живописного». В этот период майсенские изделия приобрели европейскую славу.
В это славное время на мануфактуре работали самые выдающиеся скульпторы-модельеры (Modellmeister): Иоганн Готтлиб Кирхнер (1727—1737) и Иоганн Иоахим Кендлер (1733—1753). Они использовали гравюры по рисункам и картинам художников французских стилей регентства и рококо, в частности Антуана Ватто и Франсуа Буше, а также гравюры немецких и нидерландских орнаменталистов, образцы японского фарфора имари и стиля какиэмон. Фигуры итальянского театра Комедии дель арте Кендлер и его помощник Петер Райнике создавали по гравюрам Ф. Жуллена с рисунков Ш.-А. Куапеля, а также по мотивам гравюр Ж. Калло. Кендлер особенно прославился фигурками на аллегорические и мифологические, пасторальные сцены. Его любимые персонажи: дамы и кавалеры, китайцы и китаянки, ремесленники и торговцы, продавцы птиц и волынщики, солдаты и разбойники, и всё это в изящном шутливом стиле. Помощниками Кендлера, помимо П. Райнике, были скульпторы-модельеры И. Ф. Эберлайн и Ф. Э. Майер. Поэтому живописный период в деятельности мануфактуры является также и скульптурным, и апогеем стиля рококо в фарфоре.

### Период Марколини. 1774—1813
В 1774 году директором мануфактуры был назначен бывший министр саксонского курфюрста Августа Фридриха III граф Камилло Марколини (1736—1814). Изделия этого периода имеют особую марку: к традиционным голубым мечам прибавили звёздочку (ранее, в так называемый «точечный период», в 1763—1774 годах, между мечами ставили точку). В это время в искусстве происходил поворот от рококо к неоклассицизму. В период господства классицистического стиля Майссенской мануфактуре пришлось уступить первенство изделиям Севра и Вены. Наиболее известным скульптором-модельером в этот период был Мишель-Виктор Асье. Росписи изделий «марколиниевского периода» отличаются схематизмом, доминированием силуэтных миниатюр и однотонных «en grisaille». В скульптуре — вместо сверкающих красок — матовый бисквит, ассоциирующийся с мрамором античных статуй.
Некоторый подъём майсенская мануфактура испытала в период модерна, но её европейская слава связана с XVIII столетием.

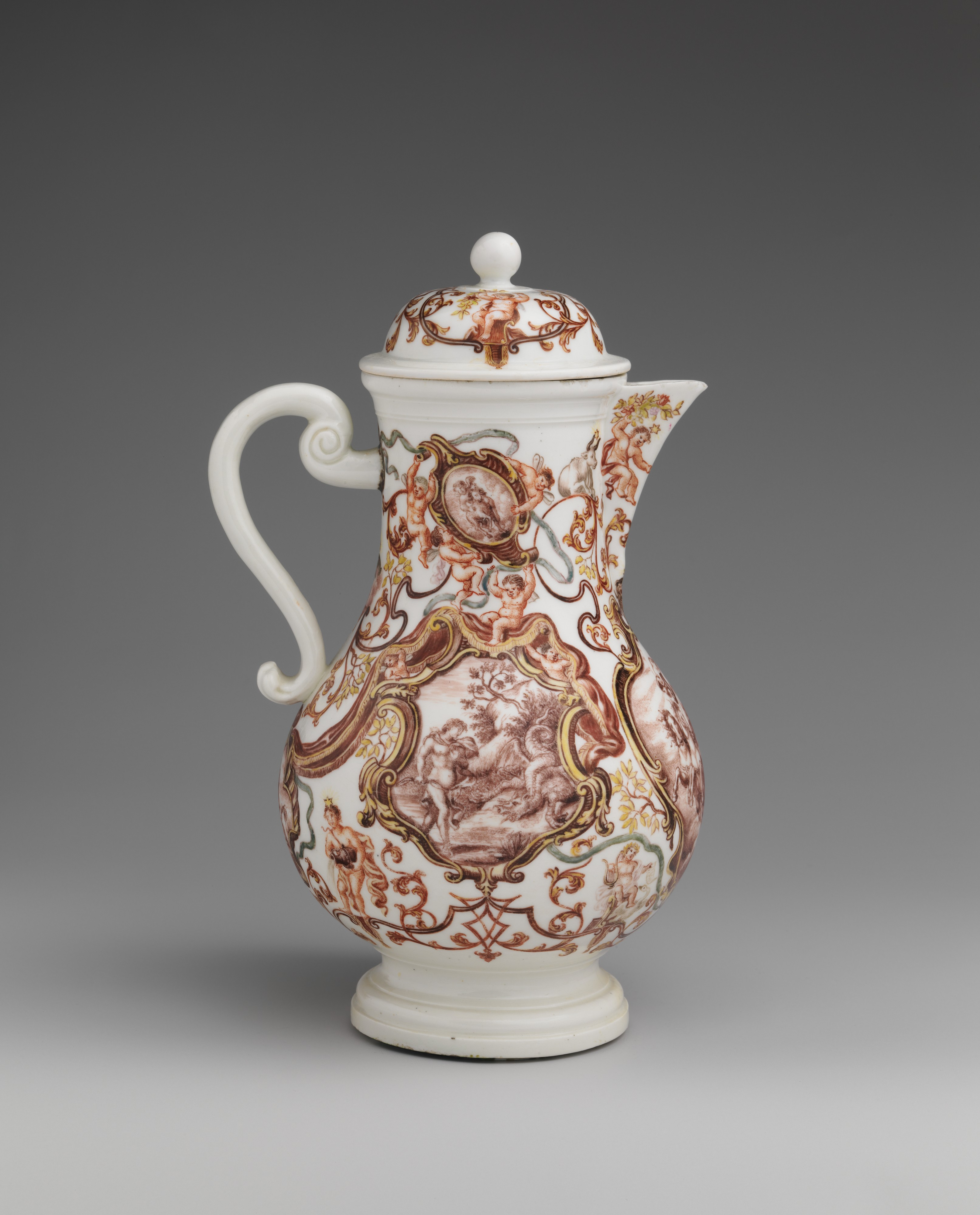
Кофейник. 1715 –1730
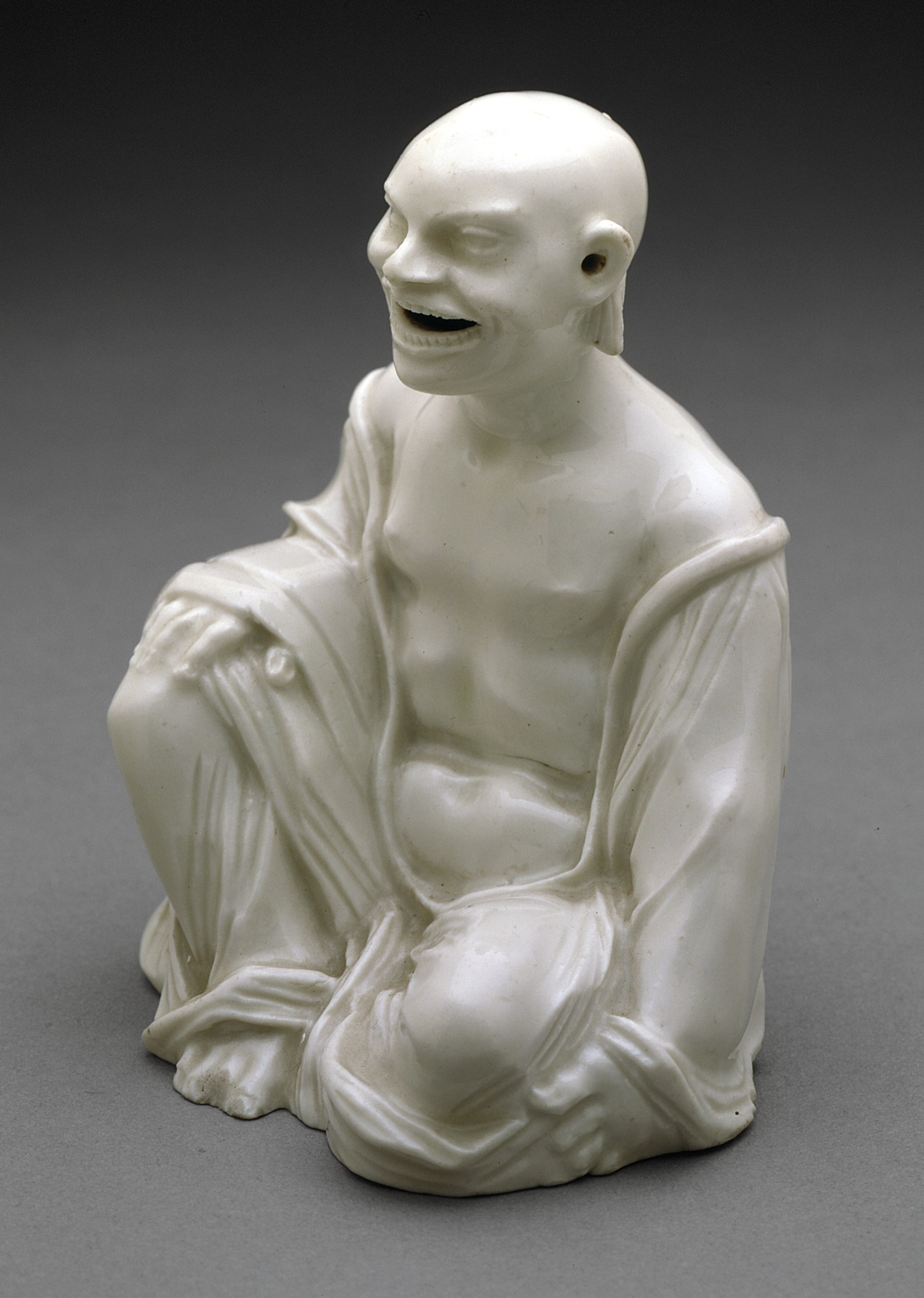
Фигурка монаха. Ок. 1715
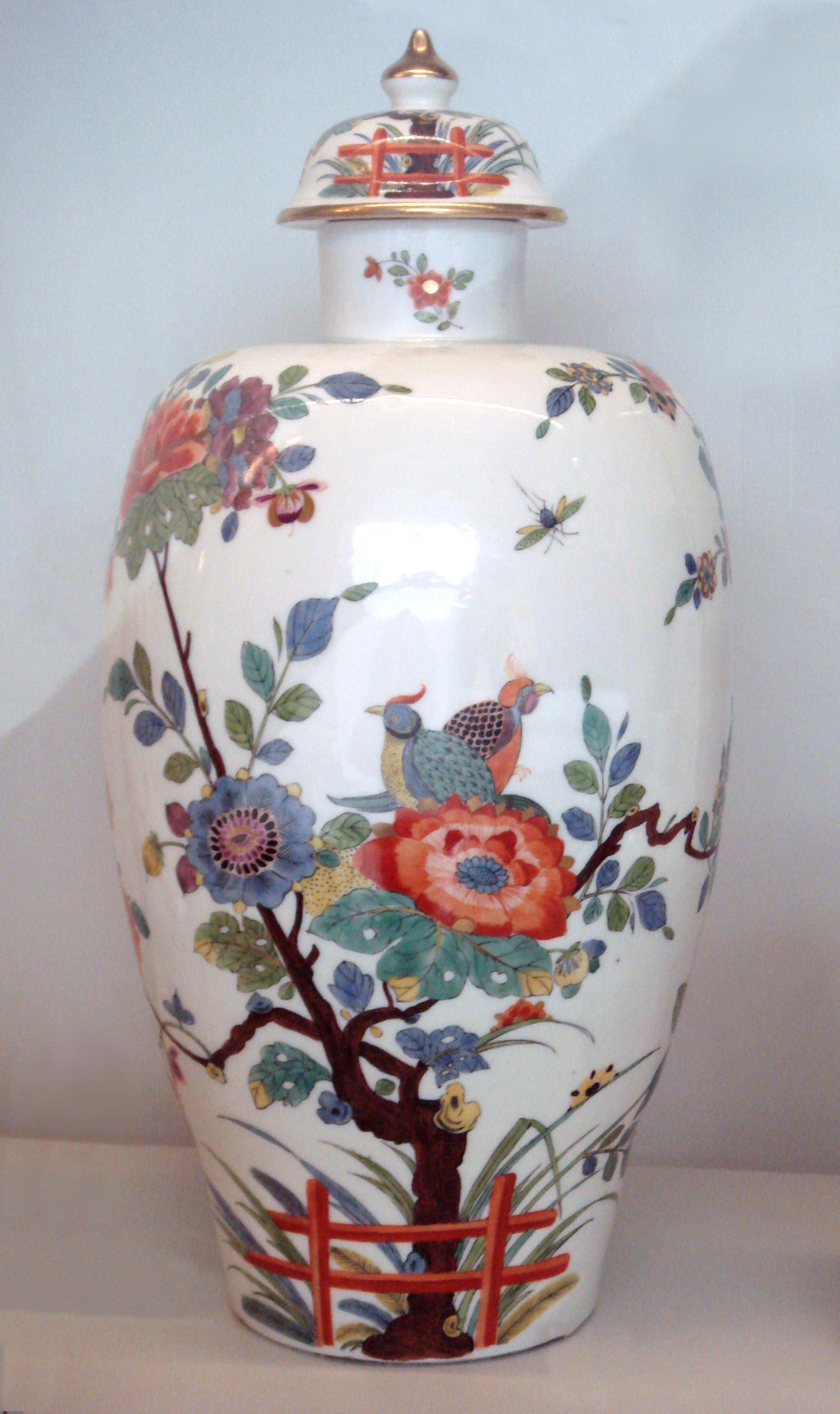
Бутыль в стиле «какиэмон». Герольдовский период. 1735
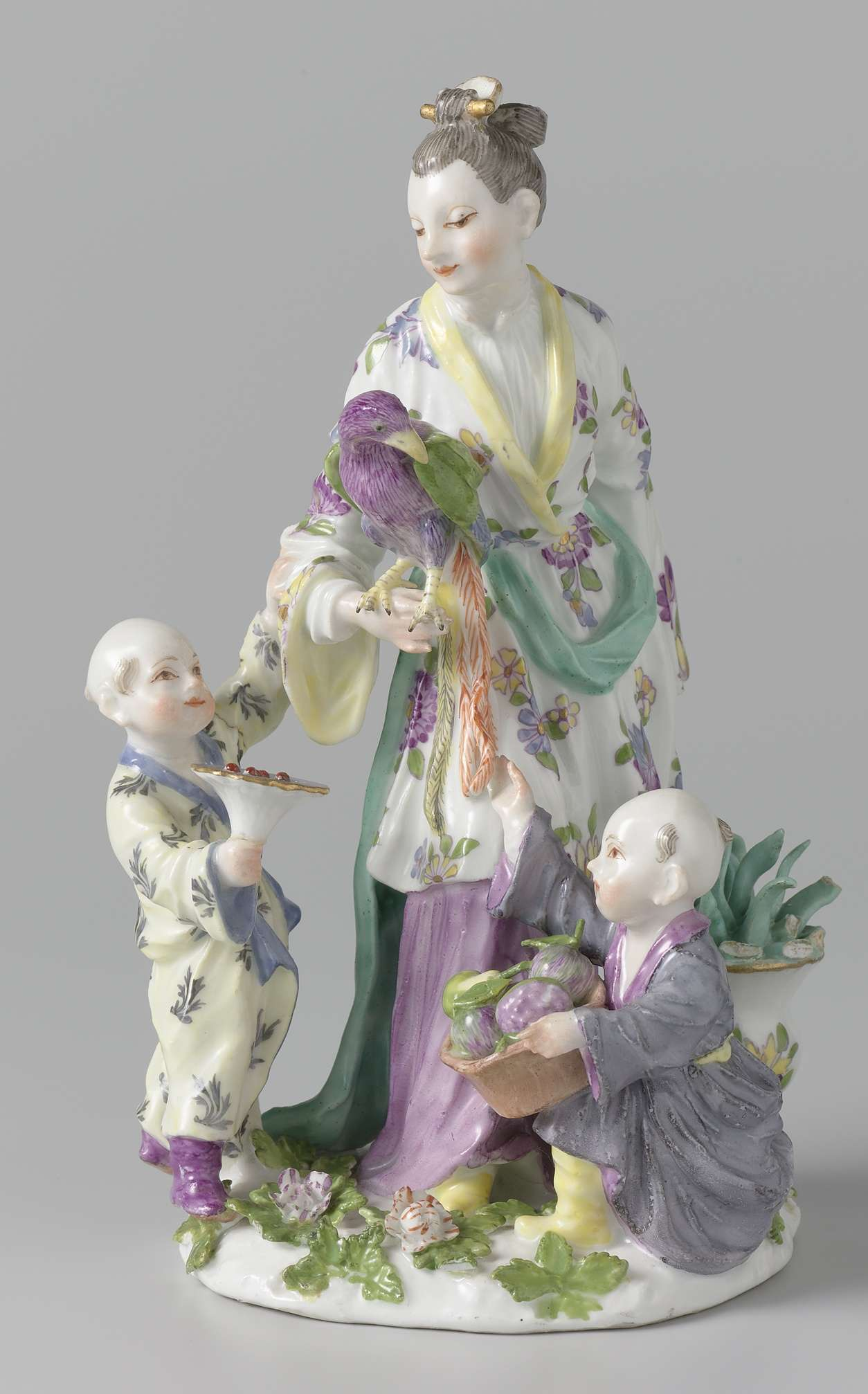
Китаянка с детьми. Модель П. Райнике. 1750
Чаша в стиле «шинуазри». Герольдовский период
Сервиз. Герольдовский период
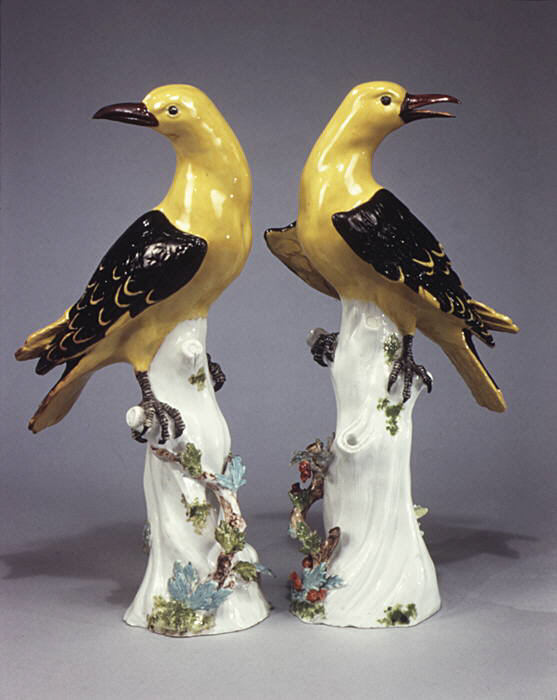
Золотая иволга. Пара птиц. Модель И. И. Кендлера. 1740
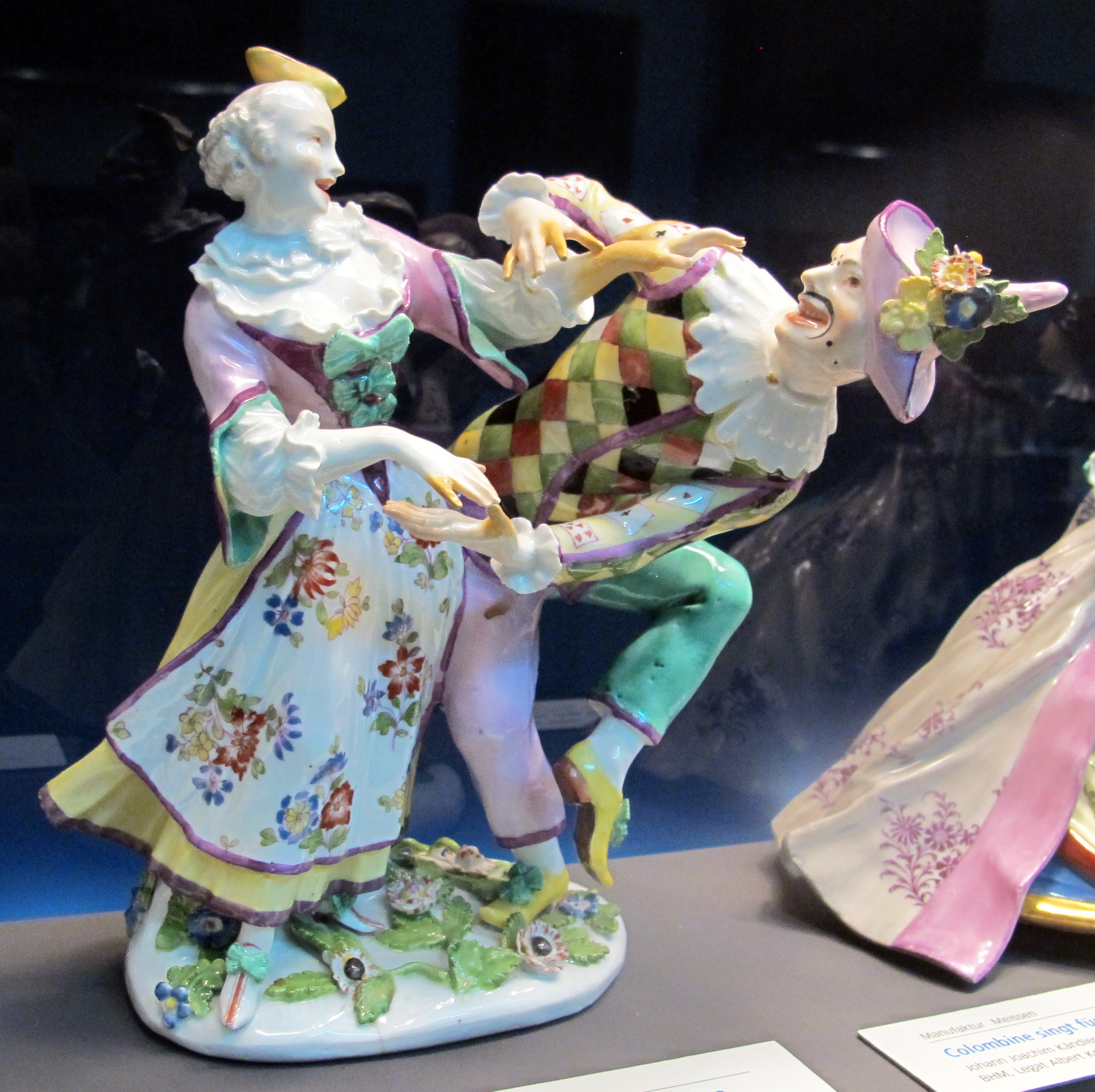
Арлекин и Коломбина. Модель И. И. Кендлера. 1744
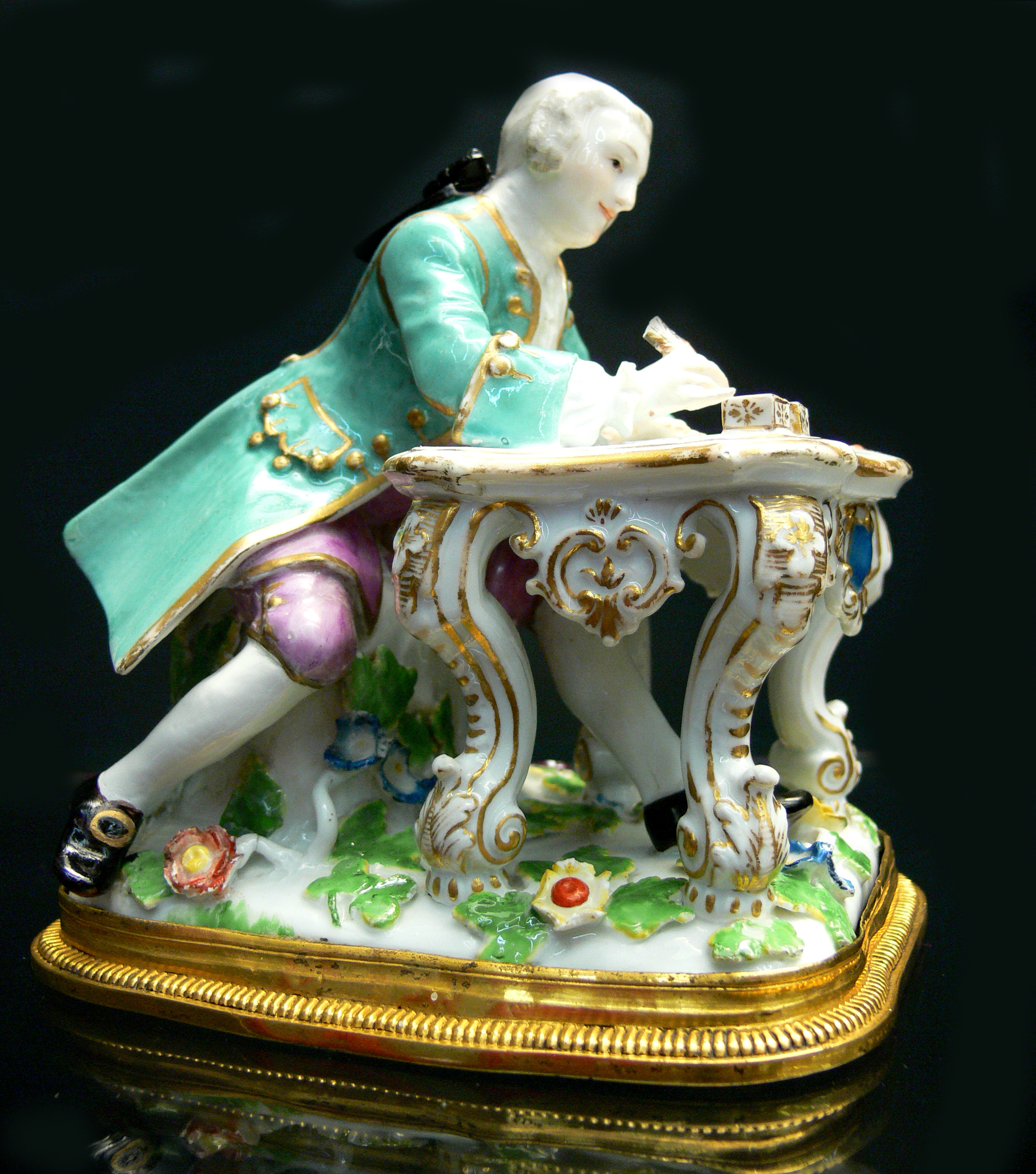
Кавалер, пишущий письмо. Модель И. И. Кендлера. 1740
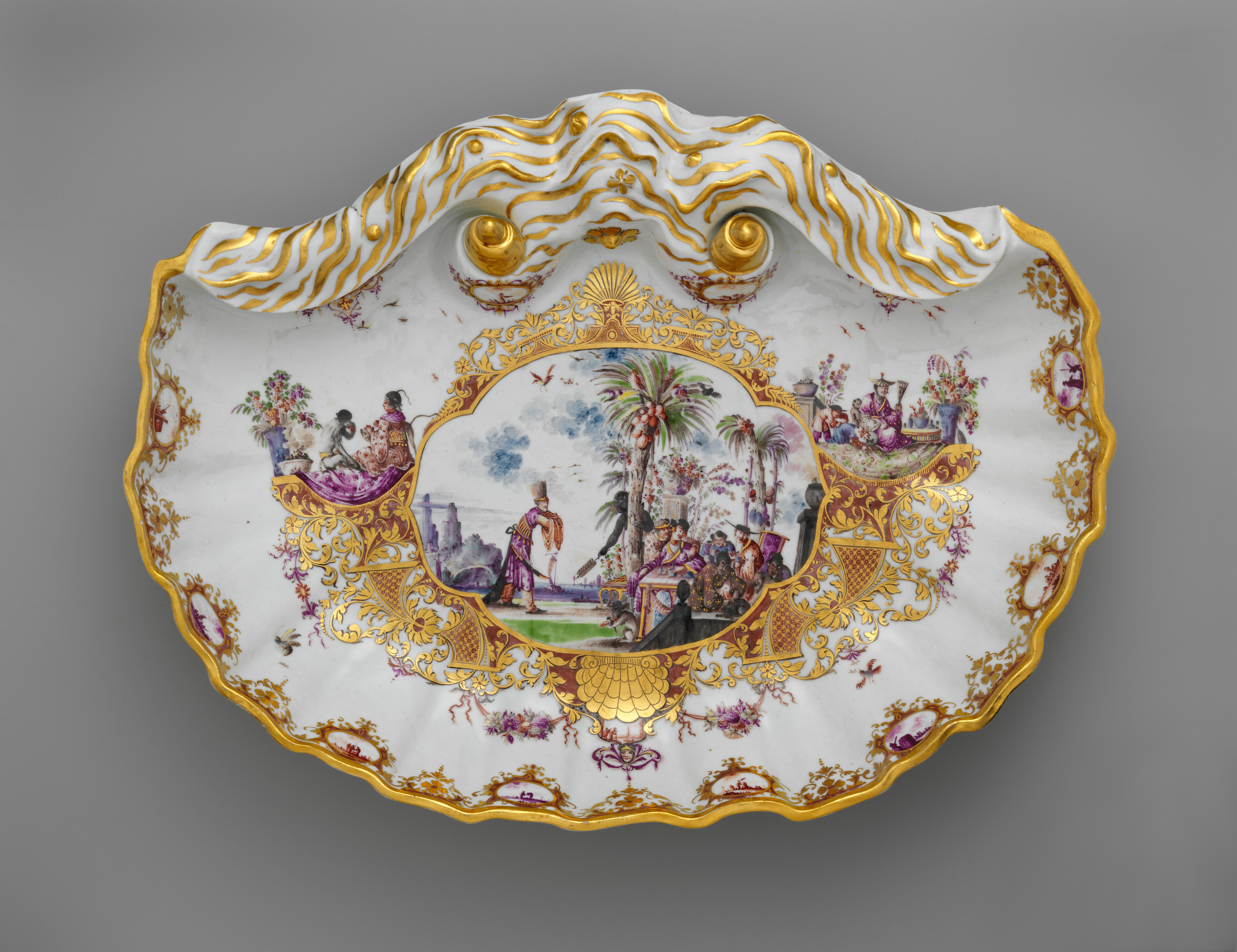
Полоскательница. Модель И. Г. Кирхнера
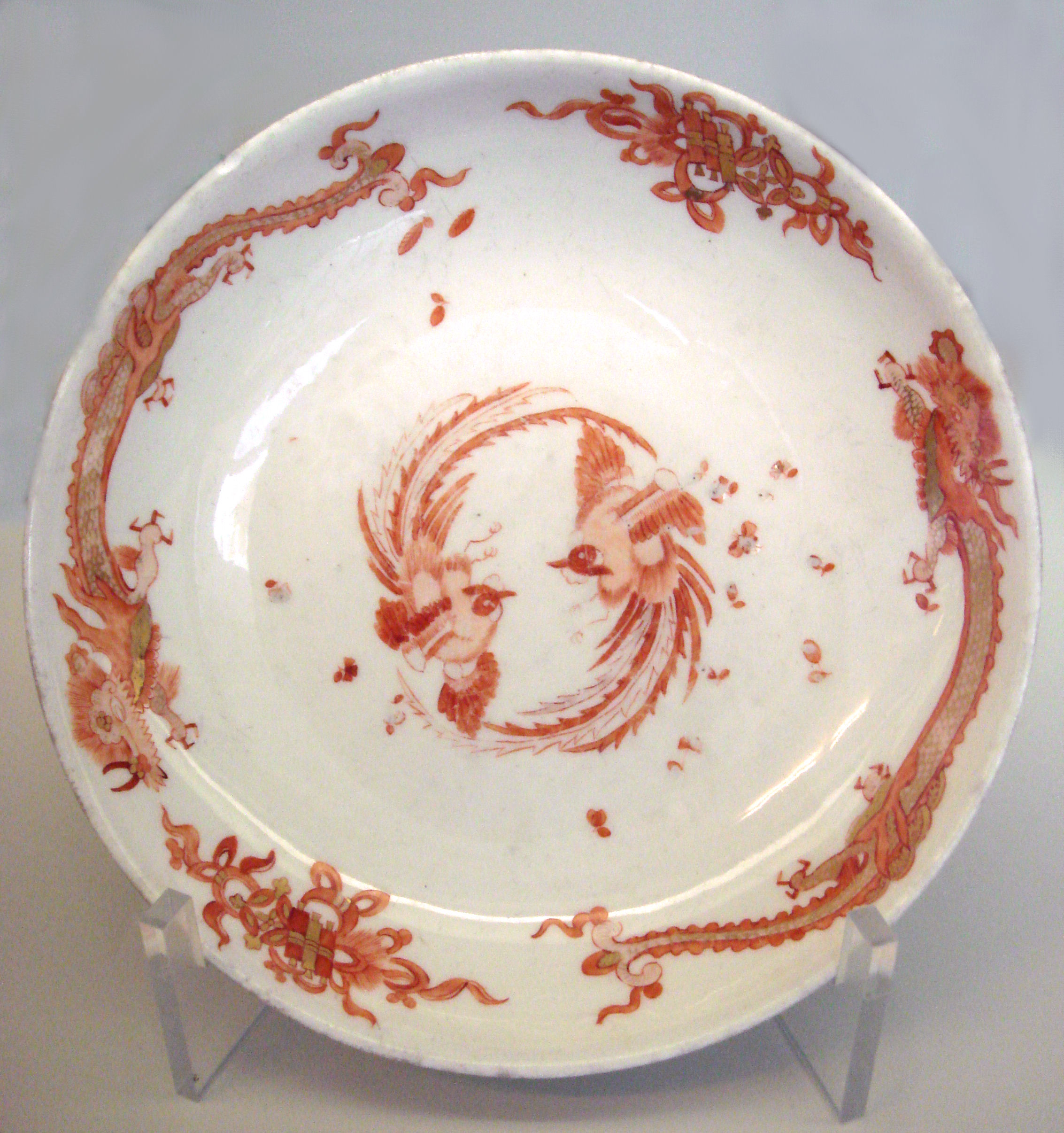
Тарелка с драконами. Стиль «какиэмон». 1734
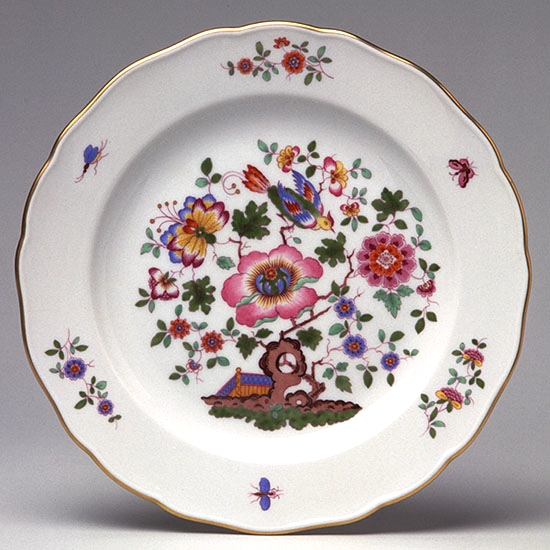
Тарелка с росписью «индианские цветы». 1740-е гг.

## «Фарфор Мейсен» в России
Традиционный круг заказчиков фарфоровой мануфактуры в Майсене включал богатейшие семьи Европы и России, а в прошлом среди заказчиков мейсенского фарфора были императрица Екатерина II, графы Строгановы, князья Юсуповы, Карл Фаберже. Шедевры фарфоровой мануфактуры находятся в коллекциях самых известных музеев мира, в том числе в Эрмитаже в Санкт-Петербурге.
По некоторым сведениям, в 1770 году в Россию было ввезено 40 % всего экспорта фарфора «Meissen». В конце XVIII века на мануфактуре были выделены специальные дни для производства товара для России. В условиях необычайно высокого спроса на майсенский фарфор во многих городах России в конце XVIII века были созданы постоянные склады саксонского фарфора. Они находились в Санкт-Петербурге, Москве, а также Киеве, Полтаве, Митаве, Ревеле и в других городах.

## «Фарфор Мейсен» в наше время
Майсенский фарфор не теряет своей ценности для коллекционеров и в наши дни. Наследие прославленной мануфактуры берегут её мастера, способные выпускать множество видов изделий из фарфора, ни в чём не уступающих оригиналам прошлых веков. Разница между новыми и старинными фарфоровыми изделиями практически незаметна. В наши дни, как и 300 лет назад, весь майсенский фарфор создаётся вручную. Краски для росписи фарфора приготавливают в соответствии с рецептами, насчитывающими несколько сотен лет. По официальной информации при создании майсенского фарфора используется около 10 000 оттенков красок. Рецепты красок хранятся в строжайшей тайне. В наше время на фарфоровой мануфактуре «Meissen» производится около 175 000 типов фарфоровых предметов.
В собрании Музея мануфактуры хранится 200 000 моделей майсенского фарфора разных периодов производства. Широко представлен майсенский фарфор в Коллекции Людвига в Бамберге.

## Интересные факты
В 1945 году благодаря Екатерине Сергеевне Катуковой была сохранена фабрика фарфора Мейсен в Майсене. На фабрике установлена табличка: «Фрау Катукова спасла фабрику».